# Schaatsbaan Rotterdam
Schaatsbaan Rotterdam is een tijdelijke, overdekte kunstijsbaan in Rotterdam‑Kralingen, die sinds 2013 jaarlijks wordt opgebouwd op het terrein van hockeyclub Leonidas. De ijsbaan biedt zowel recreatief schaatsen als georganiseerde evenementen gedurende de wintermaanden.
Sinds de start werd het initiatief ondersteund met een subsidie van ongeveer twee miljoen euro, na het winnen van het Rotterdamse Stadsinitiatief in 2013. De baan keert elk winterseizoen terug op de locatie.
De baan bevat een 400‑meter overdekte tunnelbaan en een aparte funbaan voor kinderen en beginners. In het winterseizoen 2024–2025 trok de locatie een recordaantal van circa 256.000 bezoekers, waarmee eerdere bezoekersrecords zijn verbroken.
Tijdens datzelfde seizoen vond ook de Rotterdam Ice Challenge plaats: een benefietactie waarmee meer dan €150.000 werd ingezameld voor onderzoek tegen kanker van het Erasmus MC. Naar verwachting maakten ruim 41.000 leerlingen uit regio Rotterdam deel uit van het schoolschaatsprogramma, met gratis of sterk gereduceerde entree.